# Souleymane Karamoko
Souleymane Karamoko (ur. 29 lipca 1992 w Paryżu) – mauretański piłkarz grający na pozycji prawego obrońcy. Od 2019 jest piłkarzem klubu AS Nancy.

## Kariera klubowa
Swoją karierę piłkarską Karamoko rozpoczął w klubie Racing Club. W 2012 roku stał się członkiem pierwszego zespołu i 6 kwietnia 2013 zadebiutował w jego barwach w przegranym 0:1 meczu piątej ligi francuskiej z Sainte-Geneviève Sports. W Racingu grał przez rok.
W 2013 roku Karamoko przeszedł do czwartoligowego Entente SSG. Swój debiut w nim zaliczył 24 sierpnia 2013 w przegranym 0:2 wyjazdowym spotkaniu z AC Amiens. W sezonie 2016/2017 wywalczył z Entente awans do trzeciej ligi.
Latem 2017 Karamoko został zawodnikiem drugoligowego Paris FC. Zadebiutował w nim 4 sierpnia 2017 w wygranym 2:1 wyjazdowym meczu z FC Bourg-Péronnas. W Paris FC spędził dwa lata.
W lipcu 2019 Karamoko trafił do AS Nancy. Swój debiut w nim zanotował 26 lipca 2019 w zremisowanym 0:0 domowym meczu z US Orléans.
| Sezon   | Klub        | Kraj    | Rozgrywki | Mecze | Gole |
| ------- | ----------- | ------- | --------- | ----- | ---- |
| 2012/13 | Racing Club | Francja | CFA 2     | 11    | 1    |
| 2013/14 | Entente SSG | Francja | CFA       | 9     | 0    |
| 2014/15 | Entente SSG | Francja | CFA       | 25    | 1    |
| 2015/16 | Entente SSG | Francja | CFA       | 27    | 1    |
| 2016/17 | Entente SSG | Francja | CFA       | 27    | 1    |
| 2017/18 | Paris FC    | Francja | Ligue 2   | 21    | 1    |
| 2018/19 | Paris FC    | Francja | Ligue 2   | 29    | 0    |
| 2019/20 | AS Nancy    | Francja | Ligue 2   | 20    | 0    |
| 2020/21 | AS Nancy    | Francja | Ligue 2   | 33    | 0    |

## Kariera reprezentacyjna
W reprezentacji Mauretanii Karamoko zadebiutował 30 grudnia 2011 w zremisowanym 0:0 towarzyskim meczu z Burkiną Faso, rozegranym w Abu Zabi. W 2022 roku został powołany kadry na Puchar Narodów Afryki 2021. Na tym turnieju rozegrał trzy mecze grupowe: z Gambią (0:1), z Tunezją (0:4) i z Mali (0:1).